# Supermaterialisme
|  | Denne artikel er oprettet af botten PalnaBot ud fra en ekstern database. Den kan derfor have sproglige fejl eller mangler. Denne skabelon kan fjernes efter kontrol af indholdet. |

Supermaterialisme er en kortfilm instrueret af Søren Fauli efter manuskript af Søren Fauli, Lars Kjeldgaard.

## Handling
Instruktøren Søren Fauli udstiller og undersøger gerne egne svagheder. Med sund og nysgerrig selvoptagethed erkender han blankt, at han ganske enkelt er hæmningsløs supermaterialist. Han har et gigantisk overforbrug af og en vedvarende drift mod den nyeste elektronik. Han kan ikke få nok. Og en dag får han drømmeopgaven at tømme en tv-forretning på tre minutter. Men hvordan?